# 超金属
超金属是电子简并态物质的别称，是通常物质在超高压下形成的，由原子核紧密排列，浸泡在自由电子海洋中的物质状态。（普通金属是金属阳离子浸泡在自由电子海洋中的物质状态）
最简单，也是实验室能够得到超金属的是金属氢，因为氢没有内层电子，其金属化后，所有电子都处于简并气体状态。金属氢存在于多数气态氢行星（例如木星）的内核。因为金属氢中的质子既是普通阳离子，又是原子核，因此金属氢也是唯一既属于超金属，又属于通常金属的物质。
而最常见的电子简并态物质存在于白矮星，即物质在1400000大气压下，其原子中的电子被挤出，形成类似金属中的电子气体。原子核紧密排列，密度相当大，就成为了超金属。

## 形成
一个粉笔大的超金属态的物质质量至少要有好几百吨。
恒星在发展后期变成的白矮星就处于超金属态，其平均密度有10000至100000000克每立方厘米。
当物质处于在140万大气压下，物质的原子就可能被“压碎”。电子全部被“挤出”原子，形成电子气体，裸露的原子核紧密地排列，物质密度极大，这就是超金属态。一块乒乓球大小的超金属态物质，其质量至少在1000吨以上。 
已有充分的根据说明，质量较小的恒星发展到后期阶段的白矮星就处于这种超金属态。它的平均密度是水的几万到一亿倍。
超金属态是简并压力抗衡万有引力的结果。当恒星（由辐射压抵抗万有引力）发展到晚期，核聚变结束，星爆后残存的物质没有其他力抵抗万有引力时，会进一步收缩，当收缩至压出物质电子时，由于包立不相容原理，产生电子简并压，阻止万有引力的进一步收缩，这就是超金属态。如果质量进一步增大，电子简并压无法抗衡万有引力时，电子将被压入原子核内，与质子结合形成中子（同时释放微中子），这时将由中子简并压力抗衡万有引力。